# كوسوكي مارويوما
كوسوكي مارويوما (باليابانية: 丸山 光介) (مواليد 30 نوفمبر 1980)، هو لاعب كرة قدم سابق كان يلعب كمهاجم.